# Epiactis
Epiactis is een geslacht van zeeanemonen uit de familie van de Actiniidae.

## Soorten
- Epiactis adeliana Carlgren & Stephenson, 1929
- Epiactis arctica (Verrill, 1868)
- Epiactis australiensis Carlgren, 1950
- Epiactis brucei Carlgren, 1939
- Epiactis fecunda (Verrill, 1899)
- Epiactis fernaldi Fautin & Chia, 1986
- Epiactis georgiana Carlgren, 1927
- Epiactis incerta Carlgren, 1921
- Epiactis irregularis Carlgren, 1951
- Epiactis japonica (Verrill, 1869)
- Epiactis lewisi Carlgren, 1940
- Epiactis lisbethae Fautin & Chia, 1986
- Epiactis marsupialis Carlgren, 1901
- Epiactis neozealandica Stephenson, 1918
- Epiactis nordmanni Carlgren, 1921
- Epiactis prolifera Verrill, 1869
- Epiactis ritteri Torrey, 1902
- Epiactis thompsoni (Coughtrey, 1875)
- Epiactis vincentina Carlgren, 1939